# Abe no Sadato
Abe no Sadato (安倍 貞任, , 1019 – 22 de Outubro de 1062) foi um samurai do Clã Abe durante o Período Heian no Japão. Sadato era filho de Abe no Yoritoki , o Shogun Chinjufu (general encarregado de supervisionar povo Ainu e a defesa do norte). Na Guerra Zenkunen , Sadato lutou ao lado de seu pai contra Minamoto no Yoriyoshi .
Yoriyoshi e seu filho Yoshiie chegaram nas terras dos Abe ao norte da Província de Mutsu para restaurar o poder do Governador da província ; Abe no Yoritoki tinha extrapolado suas funções. Como resultado, os dois clãs acabaram lutando por cerca de nove anos, com algumas tréguas, ao longo de um total de doze anos 1051-1063.
 Yoritoki foi morto na guerra em 1057, e assim Sadato se tornou o chefe do clã e chefe do esforço militar contra  o Clã Minamoto. Lutou contra eles na Batalha de Kawasaki , em uma tempestade de neve, derrotou-os e perseguiu-os através da nevasca por um curto período de tempo. Outras batalhas se seguiram, durante a qual os ataques de Sadato, aliada às duras condições meteorológicas e do terreno enfraqueceram seus inimigos. No entanto, em 1062, a Yoriyoshi recebeu reforços, e Sadato enfrentou-os pela última vez. Sua fortaleza em Kuriyagawa foi cercada, e depois de vários dias de luta, seu abastecimento de água desviado, suas defesas atacadas, e sua fortaleza incendiada. Sadato se rendeu. O Minamoto volta a Kyoto levando sua cabeça.